# تقليم فروع الشجرة

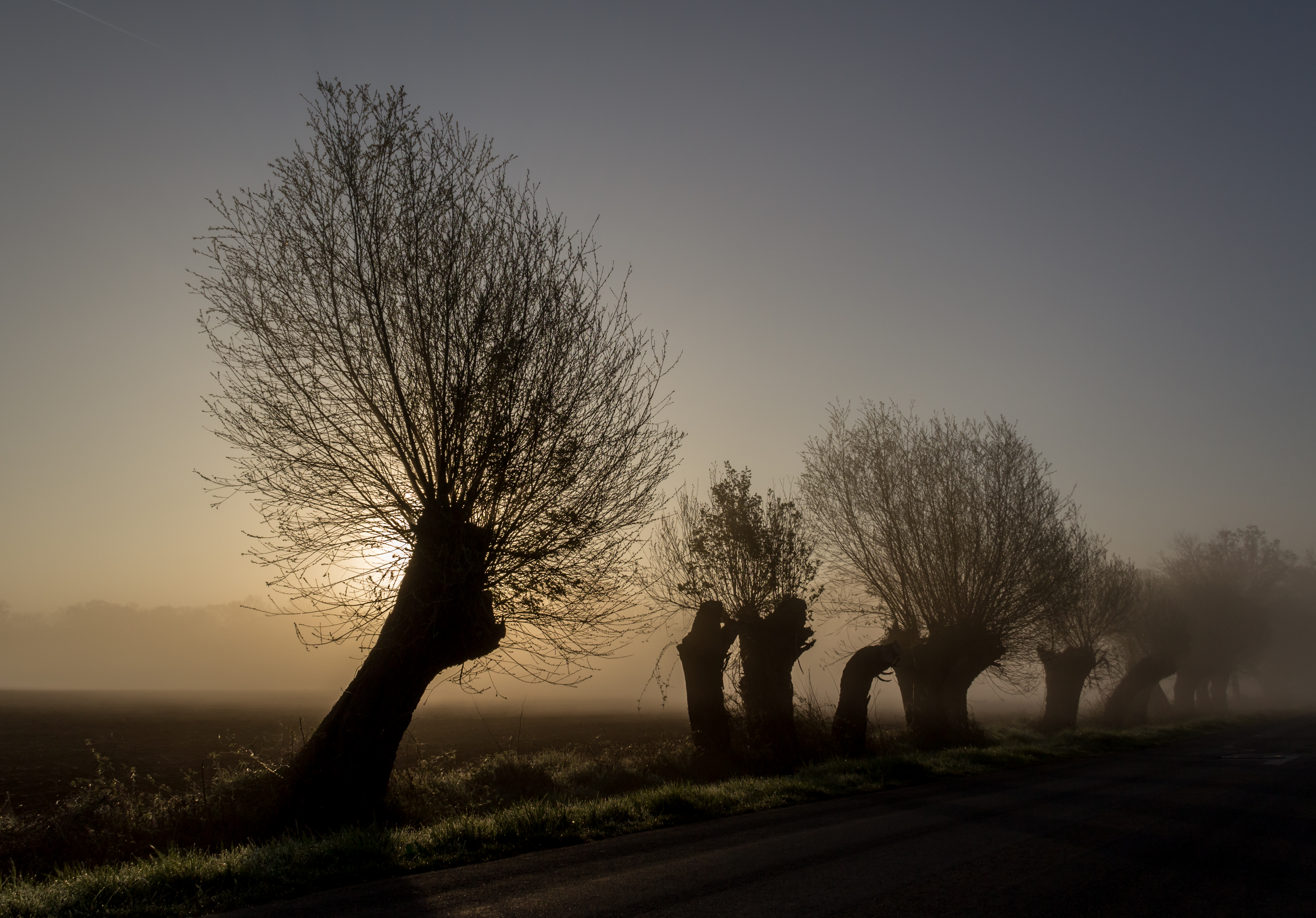
تقليم فروع الأشجار في ألمانيا.

تقليم فروع الشجرة (بالإنجليزية: Pollarding)‏، هو طريقة تقليم تتم فيه إزالة الفروع العليا للشجرة، مما يعزز قمة ذات كثافة الأوراق والفروع. وقد ذكر بروبرتيوس خلال القرن الأول قبل الميلاد بأن هذه الطريقة كانت شائعة في أوروبا منذ العصور الوسطى وتُمارس اليوم في المناطق الحضرية في جميع أنحاء العالم، في المقام الأول للحفاظ على الأشجار في ارتفاع محدد سلفاً.